# Dimitz
Pogostost priimka Dimitz je bila po podatkih Statističnega urada Republike Slovenije na dan 1. januarja 2010 manjša kot 5 oseb. 

## Znani nosilci priimka
- Avgust Dimitz (1827—1886), pravnik in zgodovinar
- Ludvik Dimitz (1842—1912), gozdar in narodno gospodarski delavec